# MV Bill
MV Bill, de son vrai nom Alex Pereira Barbosa, né le 3 janvier 1974 à Rio de Janeiro, est un rappeur brésilien. Il est également réalisateur, écrivain, acteur et militant contre le trafic de drogue.
Son premier album est publié en 1998 sous le titre Traficando informação, qui comprend le morceau Soldado do Morro. À ce moment, MV Bill est accusé d'apologie de la haine. Trois ans plus tard, il enregistre un deuxième album, Declaração de guerra, qui fait notamment participer Charlie Brown Jr. et Nega Gizza. Sa discographie couvre deux autres albums, Falcão, o bagulho é doido, publié en 2006, et Causa e efeito, en 2010. Il publie aussi un DVD live en 2009 intitulé Despacho urbano. Parallèlement à sa carrière de rappeur, MV Bill sort en 2005, avec Celso Athayde, le livre Cabeça de Porco. L'année suivante, Falcão - meninos do tráfico, est publié en livre et DVD, et se popularise à l'échelle nationale dans le programme Fantástico sur Rede Globo.

## Biographie

### Enfance et débuts
Alex Pereira Barbosa est né le 3 janvier 1974 à Cidade de Deus, situé à Rio de Janeiro, où il vit depuis toujours. Ses parents sont Mano Juca, pompier, et Dona Cristina, femme au foyer. Il est surnommé « Bill » à l'âge de huit ans, en référence à une souris issue des cartes de chewing-gum de la Coupe du Monde de la FIFA 1982. Le surnom « MV » apparait plus tard, en 1991, lorsque les nonnes de Cidade de Deus le surnomment « Messager de la Vérité », pour sa manière de parler de la dure réalité des favelas.
Son premier contact avec le hip-hop se fait en 1984 avec le breakdance et la Miami Bass. Mais, sa relation avec le genre se concrétise en 1988, après avoir regardé le film As cores da violência, et lu la traduction de quelques chansons présentes dans la bande-son. De là, il commence à jouer ses propres morceaux ; cependant, c'est la samba qui prédomine dans son quartier, et il enrôlé par son père pour chanter dans une école de samba. Il ouvre à plusieurs concerts de Racionais MC's à la fin des années 1990, lorsque des rappeurs se produisaient à Rio de Janeiro. Plus tard, MV Bill enregistre son premier disque Mandando fechado, publié par le label Zâmbia Fonográfica.

### Traficando informação(1998–2000)
En 1998, MV Bill lance son disque CDD Mandando Fechado, chez Zâmbia Fonográfica, avec des chansons qui racontent la réalité du quartier dans lequel il vit, mais avec le nom des personnes modifiées pour préserver leur identité. Un an plus tard, cet album est remasterisé et réédité par Natasha Records sous le titre Traficandi Informação accompagné de trois morceaux bonus. L'album, produit par Ice Blue , un membre des Racionais MC's, fait participer KL Jay, DJ Will, et sa sœur amatrice Kmila CDD. Les morceaux bonus s'intitulent De homem pra homem, Sem esquecer as favela et Soldado do morro.
Toujours en 1999, MV Bill publié son premier clip, Traficando informação chez Conspiração Filmes. Il participe au Free Jazz Festival comme l'un des seuls artistes de rap, et s'y présente avec un pistolet, prétendumment un jouet, autour de la taille,. Il se fait mieux connaitre en 2000 lorsqu'il participe à une campagne de publicité télévisée contre le vandalisme sur les téléphones publics. En 2000, il est nommé pour un Video Music Brasil avec la chanson A Noite mais perd face à 'Us mano e as mina de Xis. En décembre 2000, le rappeur sort le clip de Soldado do Morro, qui dépeint les trafiquants de drogue de son quartier. Il est accusé d'apologie de la haine pour son usage d'un fusil dans le clip, et est vivement critiqué par certaines personnalités de la musique. D'autres, cependant, prônent le clip, comme Caetano Veloso, Djavan et Gilberto Gil. Le clip est nommé d'un Prêmio Hutúz dans la catégorie « meilleur clip de l'année » aux Video Music Brasil 2001.

### Declaração de guerra(2000–2007)

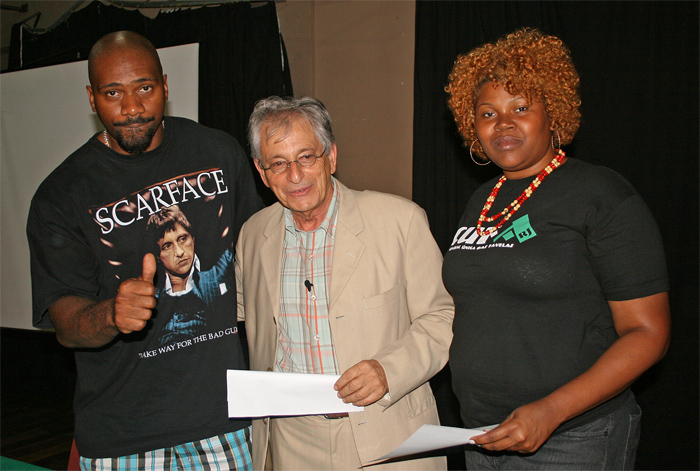
De gauche à droite : MV Bill, Fernando Gabeira et Nega Gizza.

L'année suivante, il sort son deuxième album officiel, Declaração de guerra, chez Natasha Records et BMG, qui traite essentiellement des mêmes problèmes que Traficando informação. Comme l'explique l'artiste, Declaração de guerra met en avant les parias et la ségrégation raciale envers les Noirs. L'album comporte fait participer Charlie Brown Jr., Buiú da Doze, Kmila CDD, Nega Gizza, et son père. Pour cet album, MV Bill fusionne le hip-hop à d'autres styles musicaux, tels que le samba rock et la Música Popular Brasileira. Il comprend les morceaux Sou louco, Só deus ode me julgar et Soldado morto. En avril 2005, MV Bill commence également sa carrière d'écrivain avec le producteur Celso Athayde publiant l'ouvrage Cabeça de porco, édité par Editora Objetiva.
En 2006, Bill publie, encore une fois avec Athayde, le livre documentaire Falcão - meninos do tráfico, qui raconte l'histoire de dix-sept garçons impliqués dans le trafic de drogue dans différentes favelas, dont seulement un d'entre eux a survécu. À partir du 19 mars 2006, le documentaire commence sa diffusion à l'émission Fantástico sur Rede Globo.

### Despacho urbanoetCausa e efeito(depuis 2008)
En 2008, MV Bill anime son programme A Voz das Periferias sur radio Roquette Pinto 94.1FM. En 2009, il sort le premier DVD de sa carrière. Publié au label indépendant Chapa Preta, Despacho urbano est un succès retentissant qui comprend onze clips. Le DVD est nommé dans la catégorie Destaque no Rap au Video Music Brasil en 2009.
En avril 2010, il annonce sa signature avec la major Universal Music et la sortie de l'album Causa e efeito, qui se caractérisera par un rap « moins agressif ». Causa e efeito fait participer Chuck D chanteur du groupe américain Public Enemy et Chorão de Charlie Brown Jr.. L'album est vendu en concert pour R$ 5.

## Discographie
- 2000 : Traficando informação
- 2002 : Declaração de guerra
- 2006 : Falcão, o bagulho é doido
- 2010 : Causa e efeito

## Vidéos
- 2009 : Despacho urbano

## Filmographie
- Falcão - Meninos do tráfico (2006)
- Sonhos roubados (2010)
- Malhação (2010)